# Hans Jaspar von Maltzahn
Hans Jaspar Victor Gottfried Freiherr von Maltzahn (* 19. September 1869 in Vanselow; † 17. Januar 1929 in Berlin bei einem Flugzeugabsturz) war ein preußischer Landrat und Politiker (Deutschkonservative Partei, DNVP).

## Leben
Hans Jaspar von Maltzahn (Nr. 917 der Geschlechtszählung) entstammte dem Haus Vanselow seines Geschlechts. Er wurde geboren als jüngerer Sohn des Gutsbesitzers und Landschaftsrates Hans Ludwig Freiherr von Maltzahn (Nr. 909; 1837–1899) und der Agnes von Lücken (1841–1930) und studierte ab 1888 Rechts- und Staatswissenschaften in Heidelberg und Berlin. 1888  wurde er Mitglied des Corps Vandalia Heidelberg. 1891 wurde er Gerichtsreferendar und 1894 Regierungsreferendar in Lüneburg. 1891/1892 diente er als Einjährig-Freiwilliger im Garde-Jäger-Bataillon in Potsdam. 1896 zum Regierungsassessor ernannt, arbeitete er ab 1897 beim Landratsamt Ostprignitz, ab 1900 beim Oberpräsidenten in Münster und ab 1901 bei der Regierung in Stralsund.
Von 1903 bis 1920 war er Landrat des Kreises Rügen in Bergen. Auf seine frühe Initiative hin wurden auf Rügen die ersten Maßnahmen des Naturschutzes eingeführt. Zum 1. Mai 1920 wurde er auf seinen Antrag in den Ruhestand versetzt.
Von 1904 bis 1921 war er Mitglied des Provinziallandtags der Provinz Pommern, von 1906 bis 1921 auch Mitglied des Provinzialausschusses. Dem Preußischen Abgeordnetenhaus gehörte er von 1908 bis 1918 als Mitglied der Deutschkonservativen Partei an. Der Provinziallandtag wählte ihn für den Zeitraum von Mai 1921 bis Februar 1926 in den Preußischen Staatsrat, wo er als Mitglied der Deutschnationalen Volkspartei der Fraktion der Preußischen Arbeitsgemeinschaft im Staatsrat angehörte.
Hans Jaspar von Maltzahn gehört von 1914 bis 1916 dem Gefolge des Kronprinzen Wilhelm an. Er war Präsident des Deutschen Seefischerei-Vereins, Mitglied mehrerer Aufsichtsräte und Ehrenritter des Johanniterordens.
Er kam bei einem Flugzeugabsturz ums Leben. Ihm zu Ehren wurde ein Finkenwerder Hochseefischkutter Präsident Freiherr von Maltzahn getauft.